# ميناتو يوشيدا
ميناتو يوشيدا (باليابانية: 吉田 実成都) (17 فبراير 1992 في شيغا في اليابان – )؛ هو لاعب كرة قدم ياباني سابق كان يلعب كلاعب وسط.

## وصلات خارجية
- ميناتو يوشيدا على موقع رابطة كرة القدم اليابانية للمحترفين (اليابانية)
- ميناتو يوشيدا على موقع Soccerway.com (الإنجليزية)